# Eilema sordidula
Eilema sordidula är en fjärilsart som beskrevs av Jules Pièrre Rambur 1866. Eilema sordidula ingår i släktet Eilema och familjen björnspinnare. Inga underarter finns listade i Catalogue of Life.